# Astrea (nome)
Astrea  è un nome proprio di persona italiano femminile.

## Varianti
- Femminili: Astra
- Maschili: Astreo[1], Astro

### Varianti in altre lingue
- Francese: Astrée
  - Maschili: Astréos
- Greco antico: Αστραια (Astraia)[2][3]
  - Maschili: Αστραιος (Astraios)
- Latino: Astraea[2]
  - Maschili: Astraeus

- Lituano: Astraja
- Polacco: Astraja
  - Maschili: Astrajos
- Portoghese: Astreia
  - Maschili: Astreu

- Russo: Астрея (Astreja)
  - Maschili: Астрей (Astrej)
- Spagnolo: Astrea
  - Maschili: Astreo

## Origine e diffusione

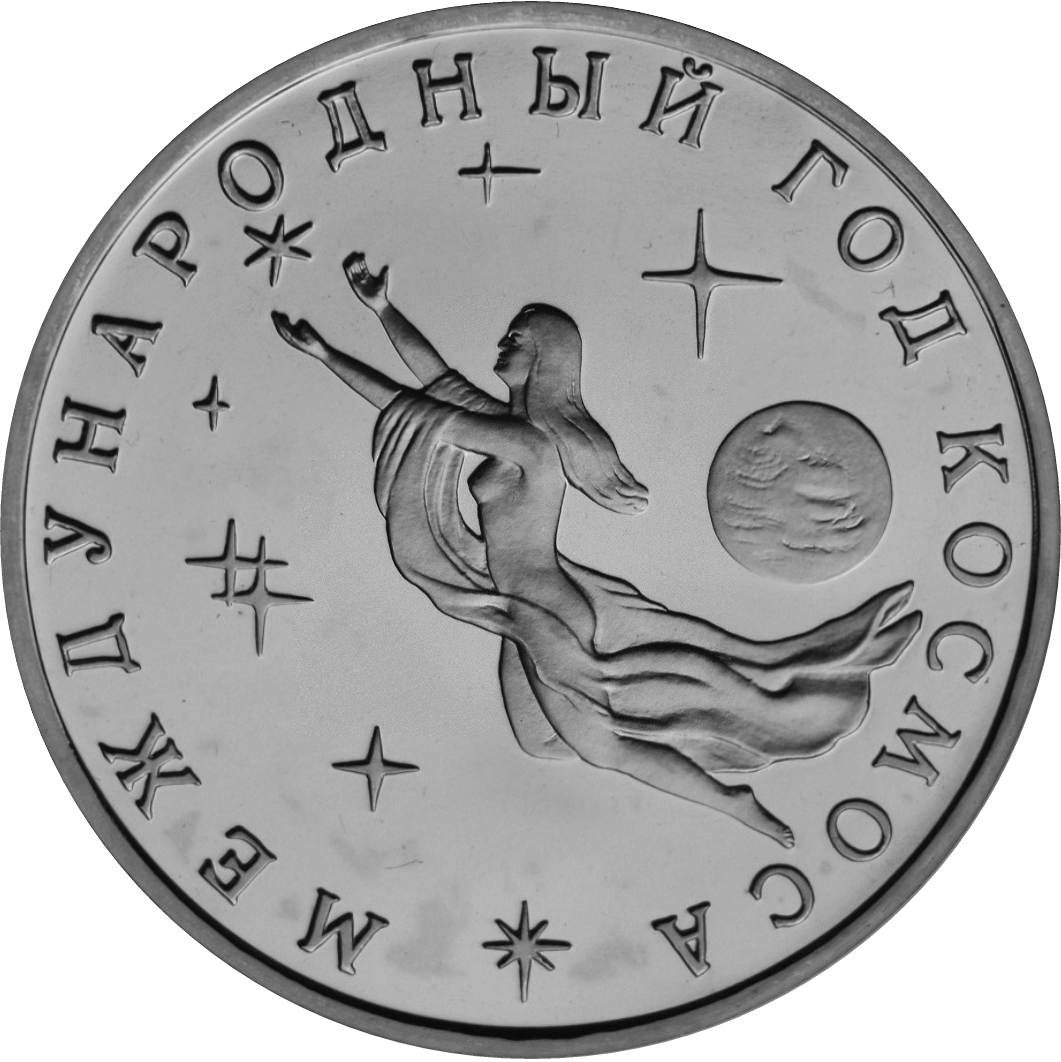
Astrea, nei panni della Vergine, su una moneta commemorativa russa del 1992

Deriva dal nome greco Αστραια (Astraia), latinizzato in Astraea e basato sul termine ἄστρον (astron, "stella"); significa "astrale", "stellare", o secondo altre fonti "stellata". Dalla stessa radice derivano anche i nomi Astro e Asterio.
Nella mitologia greca, Astrea era la dea della giustizia e dell'innocenza, figlia di Zeus e Temi, che per sfuggire al male che pervadeva il mondo fuggì in cielo, diventando la costellazione della Vergine. Si conta con questo nome anche un titano, Astreo, figlio di Euribia e Crio.

## Onomastico
Poiché non esistono sante con questo nome, esso è adespota, quindi l'onomastico ricade il giorno di Ognissanti, il 1º novembre.

## Il nome nelle arti
- Astrea è un personaggio dei romanzi delle Cronache del Mondo Emerso, scritti da Licia Troisi.
- Astrea è il nome che sceglie Rosaura per non essere riconosciuta nella corte polacca nell'opera teatrale La vita è sogno di Pedro Calderòn de la Barca.